# Стефан Кулінич
Стефан Кулінич (Stjepan Kulinić; *д/н — †1236) — бан Боснії у 1204—1232 роках.

## Життєпис
Походив з династії Куліничів. Син Куліна, бана Боснії, та Воїслави. Замолоду Стефан утримувався як заручник при угорському дворі, де був вихований у католицької вірі. Після смерті батька у 1204 році стає баном Боснії. Того ж року визнав зверхність Угорщини.
Під час його панування у Боснії, Хорватії, південній Угорщині набуло значного поширення вчення богомілів і навіть доходило до Північної Італії й Південної Франції. У 1221 році папа римський Гонорій III відправив до Боснії свого легата Аконція. Після того, як той доповів про те, що в Боснії ця єресь є всюди, папа римський закликав угорського короля Андраша II до хрестового походу проти Боснії. Втім той не зміг відгукнутися на папський заклик, оскільки був зайнятий внутрішніми конфліктами. Очолити похід погодився архієпископ Калочський за умови, що Гонорій III передасть йому духовну владу над Боснією. Останній погодився.
У 1225 році Боснія, Солі та Усора були переведені з Далматинської дієцезії під юрисдикцію Угрина Калочського. Архієпископ Калочський домовився з правителем Срему — Івана Ангела — стосовно організації спільного походу проти Боснії.
У відповідь богоміли у 1232 році богомили повалили бана Стефана, який не вживав заходів щодо оборони країни. Замість нього баном Боснії прихильник богомільства Матей Нінослав.
Стефан втік до двору свого сина Сібіслава, який княжив в Усорі, де і помер в 1236 році.